# 밍고족

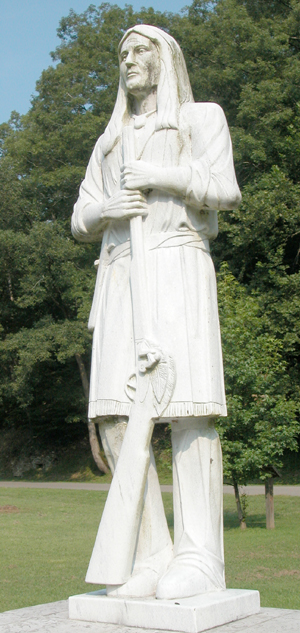
유명한 인디언 지도자인 로간 추장의 동상, 웨스트 버지니아

밍고 족은 미국 인디언 이로쿼이 부족의 일부로 18세기 중반 오하이오 영토로 이주한 지파다. 영국령 미국인들은 이런 이주민 인디언들을 ‘밍고’(mingos)로 불렀으며, 일반적으로 이로쿼이 언어 집단에 대한 동부 알곤킨 어족식 이름인 ‘밍웨’(mingwe)가 와전되어 전해진 것이다. 밍고 족은 또한 ‘오하이오 이로쿼이 족’이나 ‘오하이오 세네카족’으로도 불린다. 대부분의 밍고족 인디언들은 인디언 이주법으로 캔자스나 이후 인디언 준주(오클라호마)로 이주하게 되었다. 그들의 자손들은 부족을 재결성하여 1937년 연방정부에 의해 오클라호마 세네카-카유가 족으로 재공인을 받았다.

## 역사
밍고족은 이로쿼이 연방의 여섯 네이션에 속하는 독립된 부족이다. 웨스턴 뉴욕 주의 카유가 족, 모호크 족, 오네이다 족, 세네카 족과 투스카로라 족, 오논다가 족까지며, 대부분이 세네카족과 카유가족이 다수였다. 밍고(Mingo)라는 어원은 델라웨어 인디언의 알곤킨 말 밍웨(mingwe) 또는 밍케(Minque)로 거슬러 올라가며, ‘반역자’, ‘배반자’라는 의미를 가지고 있다.